# سیلا کونگ
سیلا کونگ (متولد گونگ سین تونگ (龔茜彤)، ۱۹۸۶، و همچنین به عنوان لوک تونگ (樂瞳) شناخته می‌شود) بازیگر، خواننده، مدل و تاجر هنگ کنگی است. او به عنوان یک شرکت کننده در آشپزی زیبا شروع به کار کرد.
در ۱۴ ژوئن ۲۰۱۷، قرارداد ۱۰ ساله او با TVB به پایان رسید و او آن را تمدید نکرد. آخرین حضور او برای TVB در درام The Forgotten Valley بود. در سال ۲۰۲۰، او یک تجارت شراب را راه اندازی کرد.

## سریال تلویزیونی
1. 1 2  "Cilla Kung". Archived from the original on 4 March 2016. Retrieved 6 July 2024.
2. ↑  "The Four- Official Site".
3. ↑  "Cilla Kung is now a successful businesswoman". sg.style.yahoo.com (به انگلیسی). Retrieved 2021-07-16.